# Джон Гамільтон, 1-й маркіз Гамільтон

Герб І маркіза Гамільтон.

Джон Гамільтон (близько 1535 — 26 квітня 1604) — шотландський аристократ, І маркіз Гамільтон (1599—1604), вождь клану Гамільтон.

## Життєпис

### Родина
Джон Гамільтон був третім сином Джеймса Гамільтона (1516—1575) — ІІ графа Арран та Маргарет Дуглас (1510—1579) — дочки Джеймса Дугласа (пом. 1548) — ІІІ графа Мортона.
Брати:
- Джеймс Гамільтон (1537—1609) — ІІІ граф Арран
- Клод Гамільтон (1546—1621) — І лорд Пейслі

### Юні роки
У 1547 році в юному віці Джон Гамільтон був призначений комендатором абатства Інчффрей. На цій посаді він був до 1551 року. У 1551—1579 роках він був комендатором абатства Арборт. Його старший брат — лорд Джеймс Гамільтон в 1575 році успадкував титул і володіння графа Арран. Але на той час він збожеволів. Турбота про маєтки і землі була покладена на Джона Гамільтона.

### Громадянська війна і вигнання
Джон Гамільтон і його родичі були активними прихильниками королеви Шотландії Марії І Стюарт і були поміркованими протестантами, що хотіли компромісу з католиками. Вони брали активну участь у протестантській революції і громадянській війні в Шотландії, підтримуючи Марію Стюарт і планували захопити корону Шотландії. Але вони програли — Марія Стюарт була скинута з престолу і так і не одружилася з Джеймсом Гамільтоном, що мав всі права на трон Шотландії як родич королів. У 1579 році за наказом Джеймса Дугласа — IV графа Мортона, регента неповнолітнього короля Якова VI Джон Гамільтон і його родина і осолюваний ним клан були позбавлені всіх володінь. Земель і титулів. Джон Гамільтон втік в Англію, потім до Франції. Потім Джон Гамільтон повернувся в Англію і лишився там з молодшим братом клодом. Під час перебування в Англії він помирився з Арчібальдом Дугласом — VIII графом Ангус, що теж був у вигнанні після рейду на Рутвен. Король Шотландії Яків VI дарував титул і володіння графа Арран своєму фавориту Джеймсу Стюарту.

### Повернення
У 1585 році Джон Гамільтон разом з графом Ангус за допомогою королеви Англії Єлизавети І Тюдор зібрав армію і пішов походом в Шотландію, дійшов до замку Стерлінг в жовтні 1585 року. 4 листопада 1585 року король Шотландії Яків VI, розуміючи неминучість поразки в громадянській війні капітулював і погодився на повернення лордів-вигнанців. ! грудні 1585 року в парламенті Шотландії, що був скликаний в Лінлітгоу король повернув Джону Гамільтону та іншим лордам-вигнанцям всі титули і землі. Джон Гамільтон ввійшов до складу Таємної Ради і був призначений капітаном замку Дамбартон.
15 квітня 1599 року він отримав від короля титул маркіза Гвмільтон та лорда Авен. Його божевільному брату був повернений титул граф Арран. У 1588 році Джон Гамільтон заснував гімназію, яка стала потім відома як Академія Гамільтона.

## Дружина і діти
Джон Гамільтон у 1577 році одружився з Маргарет Лайон (? — 1625) — вдовою Гілберта Кеннеді (1541—1576) — IV графа Кассіліс, з дочкою Джона Лайона — VII лорда Глеміса. У них було троє дітей:
- Едвард Гамільтон (нар. 1589) — помер в дитинстві
- Джеймс Гамільтон (1589—1625) — ІІ маркіз Гамільтон (1604—1625)
- Маргарет Гамільтон (? — 1606) — одружилась з Джоном Максвеллом — ІХ лордом Максвелл

Крім цих дітей у нього було двоє незаконнонароджених дітей:
- Маргарет Гемілтон — одружилась з сером Гемфрі Колхуном Луссом
- сер Джон Гамільтон Леттерірік — предок клану та роду Баргані